# Acanthogyrus (Acanthosentis)
Sous-genre
Synonymes
- Acanthosentis Verma & Datta, 1929

Acanthogyrus (Acanthosentis) est un sous-genre d'acanthocéphales de la famille des Quadrigyridae.

## Systématique
Le sous-genre Acanthogyrus (Acanthosentis) a été créé en 1929 par les parasitologues indiens S. C. Verma (d) et M. N. Datta (d) initialement comme un genre sous le taxon Acanthosentis et avec comme espèce type ce qu'ils ont noté Acanthogyrus antspinus rebaptisé ultérieurement en Acanthogyrus antspinis.

## Liste des espèces
Ce sous-genre comporte 43 espèces :
- Acanthogyrus acanthuri (Cable & Quick, 1954)
- Acanthogyrus adriaticus Amin, 2005
- Acanthogyrus alternatspinus Amin, 2005
- Acanthogyrus anguillae (Wang, 1981)
- Acanthogyrus antspinis (Verma & Datta, 1929)
- Acanthogyrus arii (Bilqees, 1971)
- Acanthogyrus bacailai  (Verma, 1973)
- Acanthogyrus barmeshoori Amin, Gholami, Akhlaghi & Heckmann, 2013
- Acanthogyrus betwai (Tripathi, 1956)
- Acanthogyrus bilaspurensis (Chowhan, Gupta & Khera, 1987)
- Acanthogyrus cameroni (Gupta & Kajaji, 1969)
- Acanthogyrus cheni Amin, 2005
- Acanthogyrus dattai (Podder, 1938)
- Acanthogyrus giuris (Soota & Sen, 1956)
- Acanthogyrus gobindi (Chowhan, Gupta & Khera, 1987)
- Acanthogyrus golvani (Gupta & Jain, 1980)
- Acanthogyrus heterospinus (Khan & Bilqees, 1990)
- Acanthogyrus holospinus (Sen, 1937)
- Acanthogyrus indicus (Tripathi, 1956)
- Acanthogyrus intermedius (Achmerov et Dombrovskaja-Achmerova, 1941)
- Acanthogyrus lizae (Wang, 1986)
- Acanthogyrus malawiensis Amin & Hendrix, 1999
- Acanthogyrus maroccanus (Dollfus, 1951)
- Acanthogyrus multispinus Wang, 1966
- Acanthogyrus nigeriensis (Dollfus & Golvan, 1956)
- Acanthogyrus papilo (Troncy & Vassiliades, 1974)
- Acanthogyrus parareceptaclis Amin, 2005
- Acanthogyrus partispinus (Furtado, 1963)
- Acanthogyrus paucispinus Wang, 1966
- Acanthogyrus periophtalmi (Wang, 1980)
- Acanthogyrus phillipi (Mashego, 1988)
- Acanthogyrus putitorae (Chowhan, Gupta & Khera, 1988)
- Acanthogyrus scomberomori (Wang, 1980)
- Acanthogyrus seenghalae (Chowhan, Gupta & Khera, 1988)
- Acanthogyrus shashiensis (Tso, Chen & Chien, 1974)
- Acanthogyrus shuklai (Agrawal & Singh, 1982)
- Acanthogyrus siamensis (Farooqi & Sirikanchana, 1987)
- Acanthogyrus similis (Wang, 1980)
- Acanthogyrus sircari (Podder, 1941)
- Acanthogyrus thapari (Parasad, Sahay & Shambhunath, 1969)
- Acanthogyrus tilapiae (Baylis, 1948)
- Acanthogyrus vancleavei (Gupta & Fatma, 1986)
- Acanthogyrus vittatusi (Verma, 1973)

## Publication originale
- (en) S. C. Verma et M. N. Datta, « Acanthocephala from Northern India - 1. - A New Genus Acanthosentis from a Calcutta Fish », Annals of Tropical Medicine and Parasitology, Liverpool, Maney Publishing (d) et inconnu, vol. 23, no 4,‎ 31 décembre 1929, p. 483-498 (ISSN 0003-4983 et 1364-8594, lire en ligne).